# Francesco Renga (album)
Francesco Renga è il primo album in studio del cantante italiano Francesco Renga, pubblicato nel 2000 dalla Mercury Records.

## Il disco
Anticipato l'anno prima dal singolo Affogo, Baby, si tratta della prima pubblicazione da solista di Renga dopo aver lasciato i Timoria. La copertina dell'album è composta da un lato con una serie di foto del cantante, mentre dall'altra si trovano le parole delle canzoni. Le foto sono di Remo Di Gennaro.
L'anno seguente è stata distribuita la riedizione del CD, contenente in aggiunta il singolo Raccontami... scritto con Umberto Iervolino e presentato al Festival di Sanremo 2001, il brano L'ultima poesia e la cover di Impressioni di settembre della Premiata Forneria Marconi.

## Tracce
Testi di Francesco Renga, eccetto dove indicato.

### Edizione del 2000
1. Splendido! – 3:16 (musica: Francesco Renga, Max Cottafavi)
2. Favole – 5:23 (musica: Francesco Renga, D. Noris, Fabrizio Barbacci)
3. Ancora di lei – 4:54 (musica: Francesco Renga, D. Noris)
4. Mai così – 3:36 (musica: Francesco Renga, D. Noris)
5. Mr. Rockstar – 4:05 (musica: Francesco Renga, Max Cottafavi)
6. Anche per te – 4:43 (musica: Francesco Renga, Max Cottafavi)
7. Affogo, Baby – 4:09 (musica: Francesco Renga, M. Curinga)
8. Paura – 3:44 (musica: Francesco Renga, D. Noris)
9. Rimani qui – 4:58 (musica: Francesco Renga, D. Noris)
10. Venerdi – 4:34 (musica: Francesco Renga, Max Cottafavi)
11. ...Via! – 3:19 (musica: Francesco Renga, D. Noris)
12. Guarda, guarda – 4:26 (musica: Francesco Renga, Max Cottafavi)

### Riedizione del 2001
1. Raccontami... – 3:28 (musica: Francesco Renga, Umberto Iervolino)
2. Splendido! – 3:16 (musica: Francesco Renga, Max Cottafavi)
3. Favole – 5:23 (musica: Francesco Renga, D. Noris, Fabrizio Barbacci)
4. Ancora di lei – 4:54 (musica: Francesco Renga, D. Noris)
5. Mai così – 3:36 (musica: Francesco Renga, D. Noris)
6. Mr. Rockstar – 4:05 (musica: Francesco Renga, Max Cottafavi)
7. Anche per te – 4:43 (musica: Francesco Renga, Max Cottafavi)
8. Affogo, Baby – 4:09 (musica: Francesco Renga, M. Curinga)
9. Paura – 3:44 (musica: Francesco Renga, D. Noris)
10. Rimani qui – 4:58 (musica: Francesco Renga, D. Noris)
11. Venerdi – 4:34 (musica: Francesco Renga, Max Cottafavi)
12. ...Via! – 3:19 (musica: Francesco Renga, D. Noris)
13. Guarda, guarda – 4:26 (musica: Francesco Renga, Max Cottafavi)
14. L'ultima poesia – 3:04 (musica: Andrea Amati)
15. Impressioni di settembre – 4:26 (testo: Mauro Pagani, Mogol – musica: Franco Mussida) – originariamente interpretata dalla Premiata Forneria Marconi

## Formazione
- Francesco Renga – voce
- Max Cottafavi – chitarra
- Fabrizio Barbacci – chitarra
- Luca Bona – basso
- Umberto Iervolino – pianoforte, tastiera
- Lorenzo Lunati – batteria
- Orchestra A.M.I. – orchestrazione
- Umberto Iervolino – direzione orchestra
- Francesco Li Causi – basso (tracce 4 e 12)
- Maurizio Zappatini – pianoforte (traccia 4)
- Cesare Petricich – chitarra acustica (traccia 6)

## Classifiche
| Classifica (2001) | Posizione massima |
| ----------------- | ----------------- |
| Italia            | 37                |